# El viajero (película de 2009)
El viajero (en árabe: المسافر‎, romanizado: Al Mosafer) es una película dramática egipcia dirigida por Ahmad Maher. La historia se centra en tres días cruciales de la vida de Hassan, protagonizado por Khaled El Nabawy en su papel de joven y de Omar Sharif en el de anciano.

## Argumento
La película narra tres días cruciales en la vida de Hassan. En el primer día,  en otoño de 1948 en Port Said, fue el primer día de trabajo de Hassan cuando recibe un telegrama y decide conocer a la hermosa y apasionada Nura haciéndose pasar por su prometido lejano. Hassan se las arregla tanto para llegar al crucero en el que viaja como para encantarla, hasta que la viola con impaciencia y luego accidentalmente prende fuego al barco. En el segundo día en el otoño de 1973 en Alejandría, Hassan está en la ciudad para encontrarse con Nadia, la hija de Nura, quien está de luto por su hermano que acaba de morir en un accidente en la playa. Hassan pronto conoce que es el padre de Nadia y ayuda a diseñar su matrimonio con un idiota parásito. En el tercer día, en el otoño de 2001 en El Cairo, Hassan conoce a Ali, el hijo de Nadia, donde observa numerosas similitudes entre el joven y él.

## Reparto
El reparto estuvo formador por famosos actores egipcios y libaneses como Omar Sharif, Khaled El Nabawy, Amr Waked, Cyrine Abdelnour, Sherif Ramzy, Basma Hassan y Alaa Morsy.